# Hans Nöth
Hans Nöth (* 25. Dezember 1925 in Erlangen; † 18. Juli 1978 ebenda) war ein deutscher Fußballspieler, der von 1946 bis 1956 als Offensivspieler der SpVgg Fürth, 1. FC Schweinfurt 05, SSV Jahn Regensburg und Schwaben Augsburg in der damals erstklassigen Fußball-Oberliga Süd 163 Spiele absolviert und dabei 52 Tore erzielt hat. In der Saison 1949/50 wurde der Angreifer mit Fürth Meister der Oberliga Süd und scheiterte erst im Halbfinale in den Spielen um die deutsche Fußballmeisterschaft.

## Laufbahn

### Jugend und Fürth, bis 1952
Der schnelle und technisch herausragende Stürmer war in der Saison 1946/47 bei seinem Heimatverein ATSV Erlangen in Mittelfranken im Einsatz und schloss sich am Ende der Saison den Grün-Weißen der SpVgg Fürth in der Oberliga Süd an. In den letzten drei Rundenspielen im Juli 1947 gegen den FC Schweinfurt 05 (1:1), Karlsruher FV (5:2) und VfL Neckarau (2:0) kam er bei der Spielvereinigung noch als Mittelstürmer zum Einsatz und erzielte dabei gegen Neckarau ein Tor. In seiner ersten regulären Oberligarunde 1947/48 wurde am Saisonende die bisherige 20er- in eine 16er-Staffel reduziert. Fürth war in den Abstiegskampf verstrickt und Nöth hielt in der Hinrunde mit Horst Hoffmann fast alleine die Offensivflagge der Elf vom Ronhof hoch. Ab Januar 1948 kam mit Mittelstürmer und Torjäger Horst Schade eine wesentliche Verstärkung, mit dem Ende der Gefangenschaft kehrte Max Appis im Frühjahr 1948 auf den Rasen zurück und im April wurde auch noch Otto Brenzke bei den Grün-Weißen aktiv. Bei der 2:3-Auswärtsniederlage am 13. Juni 1948 gegen den VfB Mühlburg wurde Nöth schwer verletzt und die Runde war damit für ihn nach 32 Ligaeinsätzen mit 14 Toren beendet. Als 15. der Schlusstabelle stieg Fürth in das Amateurlager ab, hatte aber mit Hoffmann, Brenzke, Schade, Appis und Nöth einen Angriff zur Verfügung, der  zu großen Hoffnungen berechtigte. Im ersten Jahr der Bayernliga, 1948/49, belegte Fürth mit 50:10 Punkten hinter Meister SSV Jahn Regensburg den zweiten Rang. In 30 Ligaspielen hatte die Spielvereinigung 113 Tore erzielt. In den anschließenden sechs Aufstiegsspielen zur Oberliga Süd gegen Kassel 03, 1. FC Pforzheim und den FV Zuffenhausen setzte sich Fürth souverän mit 11:1 Punkten durch und kehrte umgehend in die Oberliga zurück. Nöth hatte alle sechs Aufstiegsrundenspiele bestritten und einen Treffer erzielt.
Das Hoch nach dem Aufstieg hielt auch in der damaligen Erstklassigkeit im Süden an. Der Oberliga-Rückkehrer holte sich unter Trainer Helmut Schneider 1949/50 überraschend die süddeutsche Meisterschaft und verwies dabei den VfB Stuttgart mit fünf Punkten Vorsprung auf den zweiten Rang. Der Oberliga-Meister des Vorjahres, Kickers Offenbach, und der Deutsche Meister 1949, der VfR Mannheim folgten auf den Plätzen. Der Meisterschaftsangriff mit Rechtsaußen Horst Hoffmann, Halbrechts Otto Brenzke, Mittelstürmer Horst Schade, Halblinks Max Appis und Linksaußen Hans Nöth im damaligen WM-System formiert, schoss sich mit seinen 77 Treffern auf ewig in die Fürther Oberliga-Annalen ein. Nöth, der Rechtsfüßer am linken Flügel, hatte in 29 Ligaeinsätzen elf Tore erzielt. In der Endrunde um die deutsche Meisterschaft scheiterten Nöth und Kollegen im Halbfinale am 11. Juni 1950 gegen den Süd-Vize VfB Stuttgart. Die Schwaben setzten sich danach auch im Endspiel mit 2:1 Toren gegen den Süd-Dritten aus Offenbach durch.
Zuvor hatte aber der Fürther Linksaußen mit seinen Vereinskollegen Appis und Schade am 19. März 1950 im Länderpokal – 1949/50 waren die Vertragsspieler aus den erstklassigen westdeutschen Oberligen und die Ländervertretungen aus der Ostzone zugelassen – mit Bayern gegen die Pfalz (Rudi Fischer, Werner Baßler, Werner Kohlmeyer, Werner Liebrich, Georg Gawliczek, Ottmar Walter, Karl Blankenberger; Fritz Walter fehlte durch Verletzung) im Stuttgarter Neckarstadion vor 89.000 Zuschauern das Endspiel mit 2:0 Toren für sich entscheiden können. Beim 5:1-Erfolg am 13. November 1949 im Viertelfinale in Nürnberg gegen Sachsen mit deren Trainer Helmut Schön, hatte Nöth einen Treffer beigesteuert.
Zur Titelverteidigung fehlten 1950/51 lediglich zwei Punkte. Der fränkische Lokalrivale 1. FC Nürnberg verwies Fürth auf den zweiten Rang. Nöth hatte mit 15 Toren in 31 Ligaspielen eine ausgezeichnete Runde gespielt und wesentlich zur Vizemeisterschaft beigetragen. In den Gruppenspielen um die deutsche Meisterschaft konnte sich die Mannschaft von Trainer  Schneider nicht gegen die Konkurrenz aus Kaiserslautern, Schalke und St. Pauli durchsetzen. Nöth hatte fünf Gruppenspiele bestritten und ein Tor erzielt. Sein letztes Oberligaspiel für Fürth absolvierte der auf allen Angriffspositionen einsetzbare Nöth am 6. April 1952 bei einem 2:0-Heimerfolg auf Halbrechts gegen die Stuttgarter Kickers. Nach insgesamt 111 Oberligaeinsätzen mit 43 Toren beendete er im Sommer 1952 seine Aktivität bei der Spielvereinigung und schloss sich dem Ligakonkurrenten Schweinfurt 05 an.

### Schweinfurt, Regensburg und Augsburg, bis 1955
Bei den Nullfünfer aus der unterfränkischen Industriestadt wurde Nöth aber nicht glücklich. Die „Schnüdel“ belegten zwar den 5. Rang, der Neuzugang aus Fürth hatte aber nur in acht Ligaspielen mitgewirkt. Danach folgten zwei Jahre in der oberpfälzischen Bischofsstadt bei Jahn Regensburg. In seinem ersten Jahr bei Jahn, 1953/54, gehörte er neben Torjäger Josef Hubeny mit 29 Ligaeinsätzen und fünf Toren eindeutig dem harten Kern der Leistungsträger an und Regensburg belegte den 6. Rang. In seinem zweiten Jahr in der Oberpfalz folgten lediglich noch acht weitere Oberligaeinsätze mit drei Toren, ehe Nöth nach sieben Ligaeinsätzen (1 Tor) in der Hinrunde 1955/56 bei Schwaben Augsburg seine Laufbahn in der Oberliga beendete.
Er kehrte nach Erlangen zurück und übernahm bei seinem Heimatverein ATSV den Trainerposten, erfüllte diese Funktion auch von 1955 bis 12/1956 bei Schwaben Augsburg, sowie ab Januar 1957 nochmals beim ATSV Erlangen. Der gelernte Schlosser arbeitete zuletzt im Heizungsbereich des Erlanger Gerätewerks. 